# Кенал-Льюїсвілл (Огайо)
Кенал-Льюїсвілл (англ. Canal Lewisville) — переписна місцевість (CDP) в США, в окрузі Кошоктон штату Огайо. Населення — 417 осіб (2020).

## Географія
Кенал-Льюїсвілл розташований за координатами 40°17′56″ пн. ш. 81°50′25″ зх. д. / 40.29889° пн. ш. 81.84028° зх. д. (40.298947, -81.840232).  За даними Бюро перепису населення США в 2010 році переписна місцевість мала площу 1,08 км², уся площа — суходіл.

## Демографія
Згідно з переписом 2010 року, у переписній місцевості мешкало 320 осіб у 137 домогосподарствах у складі 93 родин. Густота населення становила 296 осіб/км².  Було 148 помешкань (137/км²).
Расовий склад населення:
| - 96,3 % — білих - 1,3 % — чорних або афроамериканців |

До двох чи більше рас належало 2,5 %. Частка іспаномовних становила 0,3 % від усіх жителів.
За віковим діапазоном населення розподілялося таким чином: 17,2 % — особи молодші 18 років, 60,9 % — особи у віці 18—64 років, 21,9 % — особи у віці 65 років та старші. Медіана віку мешканця становила 47,0 року. На 100 осіб жіночої статі у переписній місцевості припадало 78,8 чоловіків;  на 100 жінок у віці від 18 років та старших — 82,8 чоловіків також старших 18 років.
Середній дохід на одне домашнє господарство  становив 29 893 долари США (медіана — 23 500), а середній дохід на одну сім'ю — 40 670 доларів (медіана — 39 659). За межею бідності перебувало 23,2 % осіб, у тому числі 27,5 % дітей у віці до 18 років та 16,2 % осіб у віці 65 років та старших.
Цивільне працевлаштоване населення становило 97 осіб. Основні галузі зайнятості: науковці, спеціалісти, менеджери — 25,8 %, роздрібна торгівля — 21,6 %, освіта, охорона здоров'я та соціальна допомога — 20,6 %.